# جورج واشنطن واتس
جورج واشنطن واتس (بالإنجليزية: George Washington Watts)‏ هو مصرفي أمريكي، ولد في 18 أغسطس 1851 في كمبرلاند في الولايات المتحدة، وتوفي في 7 مارس 1921 في درم في الولايات المتحدة.